# Rolf Zetterberg
Rolf Knut Zetterberg, född 23 juli 1921 i Gävle, död 10 mars 1997 i Valbo, var en svensk målare.
Han var son till Aron Zetterberg och Beda Björklund och från 1956 gift med Dagny Bäcklin. Zetterberg studerade vid Grünewalds målarskola i Stockholm 1945 och för André Lhote i Paris 1950 samt under studieresor till Spanien och Frankrike. Han medverkade i samlingsutställningar arrangerade av Gävleborgs konstförening och grupputställningar med unga konstnärer i Gävle. Tillsammans med Ture Lövgren ställde han ut i Östersund 1949. Hans konst består av norrländska landskap, stadsbilder, blomsterstilleben och interiörmotiv.